# 中村朝綱
中村 朝綱（なかむら ともつな）は、鎌倉時代の御家人。藤原朝綱。
中村小太郎、中村縫殿助。官位は縫殿助。中村氏 (下野国)第2代当主。

## 経歴
父の中村朝定が鎌倉の伊佐為家の御預人となった後、建保4年（1216年）頃に鎌倉にて朝定の嫡男として誕生。
嘉禄元年（1225年）、北条政子と大江広元が相次いで亡くなった翌、嘉禄2年（1227年）、藤原頼経の御家人となり、弟の次郎時綱も寛元2年に藤原頼経の御家人となった。朝綱は頼経の信任厚く近侍し鎌倉に居を構え、弓術にもすぐれ足利利氏に弓術の指南を施している。
暦仁元年（1238年）、藤原頼経の上洛に際し、頼経の随兵として名を連ねている。
仁治4年（1243年）、家督を嫡子の頼長に継がせると、下野国へ下向し、中村八幡宮の改修を行っている。

### 史料
- 吾妻鏡
- 雲但伊達家系図
- 永禄伊達系図